# 국가지원지방도 제57호선
국가지원지방도 제57호선은 대전광역시 서구 둔산동 큰마을네거리에서 경기도 안양시 동안구 비산동 비산사거리를 잇는 국가지원지방도이다. 대전광역시 유성구에서 세종특별자치시와 충청북도 청주시를 거쳐 충청남도 천안시 동남구까지 구간은 도로가 개설되지 않았다.

## 역사
1994년 '대전 ~ 안양선'이라는 이름으로 국도 제57호선을 신설하기로 계획되었던 도로가 시초이며, 당시 연장은 149km로 정해져 있었다. 그러나 국가 재정 부족으로 국도로 승격되지 못했으며 구상된 노선은 폐기되지 않고 국가지원지방도로 지정되었다.
- 1996년 7월 19일 : 대전광역시 서구 ~ 경기도 안양시 구간을 국가지원지방도 제57호 대전 ~ 안양선으로 지정[1]
- 2007년 2월 12일 : 오포 ~ 포곡간 도로 1공구(용인시 처인구 모현면 동림리 ~ 광주시 오포읍 능평리) 967m 구간 개통[2]
- 2007년 4월 9일 : 분당 ~ 오포간 도로(광주시 오포읍 능평리 ~ 성남시 분당구 분당동) 4.21 km 구간 확장 개통, 기존 3.7 km 구간 폐지[3]
- 2007년 8월 31일 : 안성우회도로(안성시 서운면 신능리 ~ 가사동) 5.39 km 구간 확장 개통[4]
- 2020년 6월 15일 : 능원교차로 C-램프(용인시 처인구 모현읍 동림리) 625m 구간 이설 개통[5]
- 2020년 12월 24일 : 오포 ~ 포곡간 도로(용인시 처인구 모현읍 초부리 ~ 동림리) 6.2km 구간 신설 개통[6]

## 주요 경유지
대전광역시
- 서구 (둔산동 - 만년동) - 유성구 (도룡동 - 가정동 - 도룡동 - 화암동 - 방현동 - 화암동 - 덕진동 - 구룡동 - 둔곡동)

세종특별자치시
- 금남면 - 연기면 - 연동면

충청북도
- 청주시 흥덕구 (강내면 - 오송읍 - 옥산면) - 청원구 오창읍

충청남도
- 천안시 동남구 (병천면 - 북면) - 서북구 입장면

경기도
- 안성시 (서운면 - 미양면 - 서운면 - 안성동 - 보개면 - 안성동 - 보개면 - 안성동 - 보개면) - 용인시 처인구 (원삼면 - 해곡동 - 운학동 - 마평동 - 유림동 - 포곡읍 - 모현읍) - 광주시 문형동 - 용인시 처인구 모현읍 - 광주시 능평동 - 신현동 - 성남시 분당구 (분당동 - 서현동 - 이매동 - 백현동 - 판교동 - 운중동) - 의왕시 (청계동 - 학의동 - 청계동 - 포일동) - 안양시 동안구 (관양동)

## 노선

### 대전광역시
| 이름                                                                       | 접속 노선                          | 소재지     | 소재지      | 비고 |
| -------------------------------------------------------------------------- | ---------------------------------- | ---------- | ----------- | ---- |
| 큰마을네거리                                                               | 국도 제32호선 (계룡로)             | 대전광역시 | 서구        | 기점 |
| 은하수네거리                                                               | 둔산로                             | 대전광역시 | 서구        |      |
| 갤러리아타임월드                                                           |                                    | 대전광역시 | 서구        |      |
| 파랑새네거리                                                               | 대덕대로233번길 대덕대로234번길    | 대전광역시 | 서구        |      |
| 방죽네거리                                                                 | 둔산북로                           | 대전광역시 | 서구        |      |
| 정부청사역네거리 (정부청사역)                                              | 한밭대로                           | 대전광역시 | 서구        |      |
| 선사유적네거리                                                             | 청사로                             | 대전광역시 | 서구        |      |
| 대전청사시외버스정류장                                                     |                                    | 대전광역시 | 서구        |      |
| 정부대전청사 서문                                                          | 월평북로                           | 대전광역시 | 서구        |      |
| 만년네거리                                                                 | 둔산대로                           | 대전광역시 | 서구        |      |
| 만년들네거리                                                               | 만년로                             | 대전광역시 | 서구        |      |
| 대덕대교네거리                                                             | 갑천도시고속도로                   | 대전광역시 | 서구        |      |
| 대덕대교                                                                   |                                    | 대전광역시 | 서구        |      |
|                                                                            | 유성구                             | 대전광역시 |             |      |
| 과학공원네거리                                                             | 대학로 엑스포로                    | 대전광역시 |             |      |
| 국립중앙과학관 대전마케팅공사 대전교육과학연구원 대전교육정보원 대덕중학교 |                                    | 대전광역시 |             |      |
| 연구단지네거리                                                             | 가정로 대덕대로590번길             | 대전광역시 |             |      |
| 도룡삼거리                                                                 | 문지로                             | 대전광역시 |             |      |
| 대전도룡고속시외버스정류장 삼양중앙연구소 한국천문연구원                   |                                    | 대전광역시 |             |      |
| 화암네거리                                                                 | 국가지원지방도 제32호선 (유성대로) | 대전광역시 |             |      |
| 화암동 덕진동 구룡동 둔곡동                                                |                                    | 대전광역시 | 미개통 구간 |      |

### 세종특별자치시
| 이름   | 접속 노선                        | 소재지         | 소재지 | 비고        |
| ------ | -------------------------------- | -------------- | ------ | ----------- |
| 계획중 |                                  | 세종특별자치시 | 금남면 | 미개통 구간 |
| 계획중 | 국가지원지방도 제96호선 (연청로) | 세종특별자치시 | 연기면 | 미개통 구간 |
| 계획중 | 지방도 제604호선 (세종오송로)    | 세종특별자치시 | 연동면 | 미개통 구간 |

### 충청북도
| 이름                        | 접속 노선                     | 소재지 | 소재지        | 비고        |
| --------------------------- | ----------------------------- | ------ | ------------- | ----------- |
| 태성리                      | 지방도 제512호선 (서부로)     | 청주시 | 흥덕구 강내면 | 미개통 구간 |
| (교량 명칭 미정)            |                               | 청주시 | 흥덕구 강내면 | 미개통 구간 |
|                             | 흥덕구 오송읍                 | 청주시 |               | 미개통 구간 |
| 궁평리                      | 국도 제36호선 (가로수로)      | 청주시 |               | 미개통 구간 |
| 쌍청리                      | 지방도 제508호선 (오송가락로) | 청주시 |               | 미개통 구간 |
| 상정리                      |                               | 청주시 |               | 미개통 구간 |
| 동림리 장동리 수락리 사정리 |                               | 청주시 | 흥덕구 옥산면 | 미개통 구간 |
| (교량 명칭 미정)            |                               | 청주시 | 흥덕구 옥산면 | 미개통 구간 |
|                             | 청원구 오창읍                 | 청주시 |               | 미개통 구간 |
| 성재리                      |                               | 청주시 |               | 미개통 구간 |
| (교량 명칭 미정)            |                               | 청주시 |               | 미개통 구간 |

### 충청남도
| 이름                                                                                            | 접속 노선                 | 소재지 | 소재지               | 비고        |
| ----------------------------------------------------------------------------------------------- | ------------------------- | ------ | -------------------- | ----------- |
| (교량 명칭 미정)                                                                                |                           | 천안시 | 동남구 병천면        | 미개통 구간 |
| 송정리                                                                                          | 지방도 제696호선 (매봉로) | 천안시 | 동남구 병천면        | 미개통 구간 |
| 용두리                                                                                          | 국도 제21호선             | 천안시 | 동남구 병천면        | 미개통 구간 |
| 탑원리 병천리                                                                                   |                           | 천안시 | 동남구 병천면        | 미개통 구간 |
| 개목고개                                                                                        |                           | 천안시 | 동남구 병천면        | 미개통 구간 |
|                                                                                                 | 동남구 북면               | 천안시 |                      | 미개통 구간 |
| 매송리                                                                                          | 위례성로                  | 천안시 |                      |             |
| 오곡교 동천안농협 북면지점 위례초등학교 북면 행정복지센터 오곡1교 사담교 사담1교 사담2교 전곡교 | 위례성로                  | 천안시 |                      |             |
| 납안교                                                                                          | 위례성로                  | 천안시 |                      |             |
| 놀배문화체험학교 (구 위례초등학교 ) 제2운용교 운용교                                            | 위례성로                  | 천안시 |                      |             |
| 부수문이고개                                                                                    | 위례성로                  | 천안시 |                      |             |
| 부수문이고개                                                                                    | 서북구 입장면             | 천안시 |                      |             |
| 양대교                                                                                          | 위례성로                  | 천안시 |                      |             |
| (한성아파트)                                                                                    | 성진로                    | 천안시 |                      |             |
| 도림 교차로                                                                                     | 국도 제34호선 (삼사로)    | 천안시 | 국도 제34호선과 중복 |             |
| 산평교 남단                                                                                     | 국도 제34호선 (성진로)    | 천안시 | 국도 제34호선과 중복 |             |
| 산평교                                                                                          |                           | 천안시 |                      |             |

### 경기도
| 이름                               | 접속 노선                                                        | 소재지 | 소재지                                                                                | 비고                               |
| ---------------------------------- | ---------------------------------------------------------------- | ------ | ------------------------------------------------------------------------------------- | ---------------------------------- |
| 산평교                             |                                                                  | 안성시 | 서운면                                                                                |                                    |
| 산평초등학교 멀치고개              |                                                                  | 안성시 | 서운면                                                                                |                                    |
| (교차로 명칭 미상)                 | 바우덕이로 신촌양동길                                            | 안성시 | 서운면                                                                                |                                    |
| (신촌교 남단)                      | 서운중앙길                                                       | 안성시 | 서운면                                                                                |                                    |
| 신촌교                             |                                                                  | 안성시 | 서운면                                                                                |                                    |
| 안성제4산업단지                    | 제4산단로                                                        | 안성시 | 서운면                                                                                |                                    |
| 구수교                             |                                                                  | 안성시 | 미양면                                                                                |                                    |
| 안성제3산업단지                    | 제2공단5길 제3공단1길                                            | 안성시 | 서운면                                                                                |                                    |
| 산업단지 교차로                    | 제2공단1길 제3공단1길                                            | 안성시 | 서운면                                                                                |                                    |
| 안성체육공원                       |                                                                  | 안성시 | 안성동                                                                                |                                    |
| 계동 교차로                        | 안성맞춤대로                                                     | 안성시 | 안성동                                                                                |                                    |
| 도기 교차로                        | 안성맞춤대로 알미산로                                            | 안성시 | 안성동                                                                                |                                    |
| 옥천 교차로                        | 법화대길                                                         | 안성시 | 안성동                                                                                |                                    |
| 현수 교차로                        | 지방도 제325호선 (배티로)                                        | 안성시 | 안성동                                                                                |                                    |
| 현수교                             |                                                                  | 안성시 | 안성동                                                                                |                                    |
|                                    | 보개면                                                           | 안성시 |                                                                                       |                                    |
| 가현 교차로                        | 지방도 제302호선 (진안로)                                        | 안성시 | 안성동                                                                                |                                    |
| 가현교                             |                                                                  | 안성시 | 보개면                                                                                |                                    |
| 안성종합버스터미널 (터미널 교차로) | 국도 제38호선 (서동대로) 비봉로                                  | 안성시 | 보개면                                                                                | 국도 제38호선과 중복               |
| 안성종합버스터미널 (터미널 교차로) | 국도 제38호선 (서동대로) 비봉로                                  | 안성시 | 안성동                                                                                | 국도 제38호선과 중복               |
| 가사 교차로                        | 지방도 제325호선 (보개원삼로)                                    | 안성시 |                                                                                       | 국도 제38호선과 중복               |
| 계획중                             |                                                                  | 안성시 | 보개면                                                                                | 미개통 구간                        |
| (남풍교 북단)                      | 지방도 제306호선 (삼은길) 지방도 제325호선 (보개원삼로) (남풍길) | 안성시 | 보개면                                                                                | 미개통 구간                        |
| 서삼초등학교 동평교                |                                                                  | 안성시 | 보개면                                                                                |                                    |
| 서삼삼거리                         | 국가지원지방도 제70호선 국가지원지방도 제82호선 (고삼호수로)     | 안성시 | 보개면                                                                                | 국가지원지방도 제70, 82호선과 중복 |
| 천주교공원묘지 교차로              | 국가지원지방도 제70호선 국가지원지방도 제82호선 (보삼로)         | 안성시 | 보개면                                                                                | 국가지원지방도 제70, 82호선과 중복 |
| 가현교                             |                                                                  | 안성시 | 보개면                                                                                |                                    |
| 미럭댕이고개목신교                 |                                                                  | 용인시 | 처인구 원삼면                                                                         |                                    |
| 후동교삼거리                       | 보개원삼로1569번길                                               | 용인시 | 처인구 원삼면                                                                         |                                    |
| 청룡초등학교(폐교) 청룡교          |                                                                  | 용인시 | 처인구 원삼면                                                                         |                                    |
| 청룡마을입구사거리                 | 어현로 보개원삼로1620번길                                        | 용인시 | 처인구 원삼면                                                                         |                                    |
| 용인시축구센터                     |                                                                  | 용인시 | 처인구 원삼면                                                                         |                                    |
| 야광마을입구삼거리                 | 이원로1116번길                                                   | 용인시 | 처인구 원삼면                                                                         |                                    |
| 독성 교차로                        | 지방도 제318호선 (이원로)                                        | 용인시 | 처인구 원삼면                                                                         | 지방도 제318호선과 중복            |
| 원삼1 교차로                       | 지방도 제318호선 (백원로)                                        | 용인시 | 처인구 원삼면                                                                         | 지방도 제318호선과 중복            |
| 독성교                             |                                                                  | 용인시 | 처인구 원삼면                                                                         |                                    |
| 원삼초등학교사거리                 | 하사로 고당로15번길                                              | 용인시 | 처인구 원삼면                                                                         |                                    |
| 원삼면사무소사거리 (원삼면사무소)  | 고당로                                                           | 용인시 | 처인구 원삼면                                                                         |                                    |
| 고당삼거리                         | 고당로16번길                                                     | 용인시 | 처인구 원삼면                                                                         |                                    |
| 사암삼거리                         | 원양로                                                           | 용인시 | 처인구 원삼면                                                                         |                                    |
| 농업기술센터입구삼거리             | 농촌파크로                                                       | 용인시 | 처인구 원삼면                                                                         |                                    |
| 헌산중학교입구 교차로              | 내동로                                                           | 용인시 | 처인구 원삼면                                                                         |                                    |
| 곱등고개                           |                                                                  | 용인시 | 처인구 원삼면                                                                         |                                    |
|                                    | 처인구                                                           | 용인시 |                                                                                       |                                    |
| 석유공사입구삼거리                 | 해실로                                                           | 용인시 |                                                                                       |                                    |
| 석산입구삼거리 외어둔교            |                                                                  | 용인시 |                                                                                       |                                    |
| 승마장입구삼거리                   | 동부로424번길                                                    | 용인시 |                                                                                       |                                    |
| 국토정보교육원                     |                                                                  | 용인시 |                                                                                       |                                    |
| 기선 교차로                        | 국도 제45호선 (남북대로)                                         | 용인시 | 미개통                                                                                |                                    |
| 송담대삼거리                       | 송담로                                                           | 용인시 |                                                                                       |                                    |
| 동부사거리                         | 국도 제42호선 (중부대로) 국가지원지방도 제98호선 (고림로)        | 용인시 |                                                                                       |                                    |
| 마평 교차로                        | 국도 제42호선 (중부대로) 국도 제45호선 (남북대로)                | 용인시 | 미개통 구간                                                                           |                                    |
| 금어 교차로                        |                                                                  | 용인시 | 처인구 포곡읍                                                                         |                                    |
| 포곡 교차로                        | 국도 제45호선 (백옥대로)                                         | 용인시 | 처인구 모현읍                                                                         |                                    |
| 포곡교                             |                                                                  | 용인시 | 처인구 모현읍                                                                         |                                    |
| 신원 교차로 (신원IC교)             | 곡현로                                                           | 용인시 | 처인구 모현읍                                                                         |                                    |
| 신원교 상촌교 능골교               |                                                                  | 용인시 | 처인구 모현읍                                                                         |                                    |
| 북용인 나들목                      | 29호선 세종포천고속도로                                          | 용인시 | 처인구 모현읍                                                                         |                                    |
| 동림 교차로 (동림IC교)             | 오포로                                                           | 광주시 | 오포동                                                                                |                                    |
| 동림교                             |                                                                  | 용인시 | 처인구 모현읍                                                                         |                                    |
| 능원 교차로                        | 국도 제43호선 (포은대로)                                         | 용인시 | 처인구 모현읍                                                                         |                                    |
| 능평 교차로 (능평교)               | 오포로                                                           | 광주시 | 능평동                                                                                |                                    |
| 창뜰육교                           | 능평로                                                           | 광주시 | 능평동                                                                                |                                    |
| 오포터널                           |                                                                  | 광주시 | 능평동                                                                                | 연장 160m                          |
| (교차로 이름 없음)                 | 신현로                                                           | 광주시 | 신현동                                                                                |                                    |
| (교차로 이름 없음)                 | 신현로                                                           | 광주시 | 신현동                                                                                |                                    |
| 태재                               |                                                                  | 광주시 | 신현동                                                                                |                                    |
|                                    | 성남시                                                           | 분당구 |                                                                                       |                                    |
| (요한성당)                         | 성남시                                                           | 분당구 | 분당로                                                                                |                                    |
| (율동공원)                         | 성남시                                                           | 분당구 | 문정로 장안로                                                                         |                                    |
| 안말교                             | 성남시                                                           | 분당구 |                                                                                       |                                    |
| 서당삼거리                         | 성남시                                                           | 분당구 | 불정로                                                                                |                                    |
| 서당사거리                         | 성남시                                                           | 분당구 | 돌마로                                                                                |                                    |
| 이매사거리                         | 성남시                                                           | 분당구 | 성남대로                                                                              |                                    |
| (교차로 이름 없음)                 | 성남시                                                           | 분당구 | 황새울로                                                                              |                                    |
| 양현사거리                         | 성남시                                                           | 분당구 | 양현로                                                                                |                                    |
| 양현교                             | 성남시                                                           | 분당구 |                                                                                       |                                    |
| 매송사거리                         | 성남시                                                           | 분당구 | 분당수서로                                                                            |                                    |
| 동판교로사거리                     | 성남시                                                           | 분당구 | 동판교로                                                                              |                                    |
| 광장로사거리                       | 성남시                                                           | 분당구 | 분당내곡로                                                                            |                                    |
| 판교 나들목                        | 성남시                                                           | 분당구 | 1호선 경부고속도로 100호선 수도권제1순환고속도로 국가지원지방도 제23호선 (대왕판교로) | 국가지원지방도 제23호선과 중복     |
| 낙원지하차도                       | 성남시                                                           | 분당구 |                                                                                       | 국가지원지방도 제23호선과 중복     |
| (이름 없음)                        | 성남시                                                           | 분당구 | 운중로                                                                                | 국가지원지방도 제23호선과 중복     |
| 낙원교 낙생고등학교                | 성남시                                                           | 분당구 |                                                                                       | 국가지원지방도 제23호선과 중복     |
| 백현고가교                         | 성남시                                                           | 분당구 | 국가지원지방도 제23호선 (대왕판교로) 백현로                                           | 국가지원지방도 제23호선과 중복     |
| 하산운지하차도                     | 성남시                                                           | 분당구 |                                                                                       | 연장 약 313m                       |
| 청계교                             | 성남시                                                           | 분당구 |                                                                                       |                                    |
| 하산운 교차로                      | 성남시                                                           | 분당구 | 판교로                                                                                |                                    |
| (생태터널)                         | 성남시                                                           | 분당구 |                                                                                       |                                    |
| 두밀사거리 (국은교)                | 성남시                                                           | 분당구 | 판교원로82번길                                                                        |                                    |
| 서판교 나들목 (두밀지하차도)       | 성남시                                                           | 분당구 | 171호선 용인서울고속도로                                                              |                                    |
| 운중 교차로                        | 성남시                                                           | 분당구 | 운중로 안양판교로828번길                                                              |                                    |
| (이름 없음)                        | 성남시                                                           | 분당구 | 하오개로344번길                                                                       |                                    |
| 청계육교                           |                                                                  | 의왕시 | 청계동                                                                                |                                    |
| (이름 없음)                        | 하오개로                                                         | 의왕시 | 청계동                                                                                | 상행 진출 불가 하행 진입 불가      |
| 새터말길삼거리                     | 새터말길                                                         | 의왕시 | 청계동                                                                                |                                    |
| 청계사입구사거리                   | 청계로 한직골남로 한직골서길                                     | 의왕시 | 청계동                                                                                |                                    |
| 북청계 나들목                      | 110호선 제2경인고속도로                                          | 의왕시 | 청계동                                                                                |                                    |
| 청계교삼거리                       | 백운로                                                           | 의왕시 | 청계동                                                                                |                                    |
| 청계교                             |                                                                  | 의왕시 | 청계동                                                                                |                                    |
| 덕장로삼거리                       | 덕장로                                                           | 의왕시 | 청계동                                                                                |                                    |
| 양지편길삼거리                     | 양지편로                                                         | 의왕시 | 청계동                                                                                |                                    |
| 백운중학교 서울구치소삼거리        |                                                                  | 의왕시 | 청계동                                                                                |                                    |
| 포일로삼거리                       | 포일로                                                           | 의왕시 | 청계동                                                                                |                                    |
| 구 한국농어촌공사                  |                                                                  | 의왕시 | 청계동                                                                                |                                    |
| 삼호아파트삼거리                   | 봇들로                                                           | 의왕시 | 청계동                                                                                |                                    |
| 인덕원고등학교                     |                                                                  | 안양시 | 동안구                                                                                |                                    |
| 인덕원사거리                       | 국도 제47호선 (과천대로) (흥안대로)                              | 안양시 | 동안구                                                                                |                                    |
| (동편마을입구)                     | 관악대로434번길 동편로13번길                                     | 안양시 | 동안구                                                                                |                                    |
| 관양사거리                         | 관평로                                                           | 안양시 | 동안구                                                                                |                                    |
| 운동장사거리                       | 평촌대로                                                         | 안양시 | 동안구                                                                                |                                    |
| (학운교 북단)                      | 동안로                                                           | 안양시 | 동안구                                                                                |                                    |
| 샘모루초등학교                     |                                                                  | 안양시 | 동안구                                                                                |                                    |
| 비산사거리                         | 국도 제1호선 (경수대로) 관악대로                                 | 안양시 | 동안구                                                                                | 종점                               |

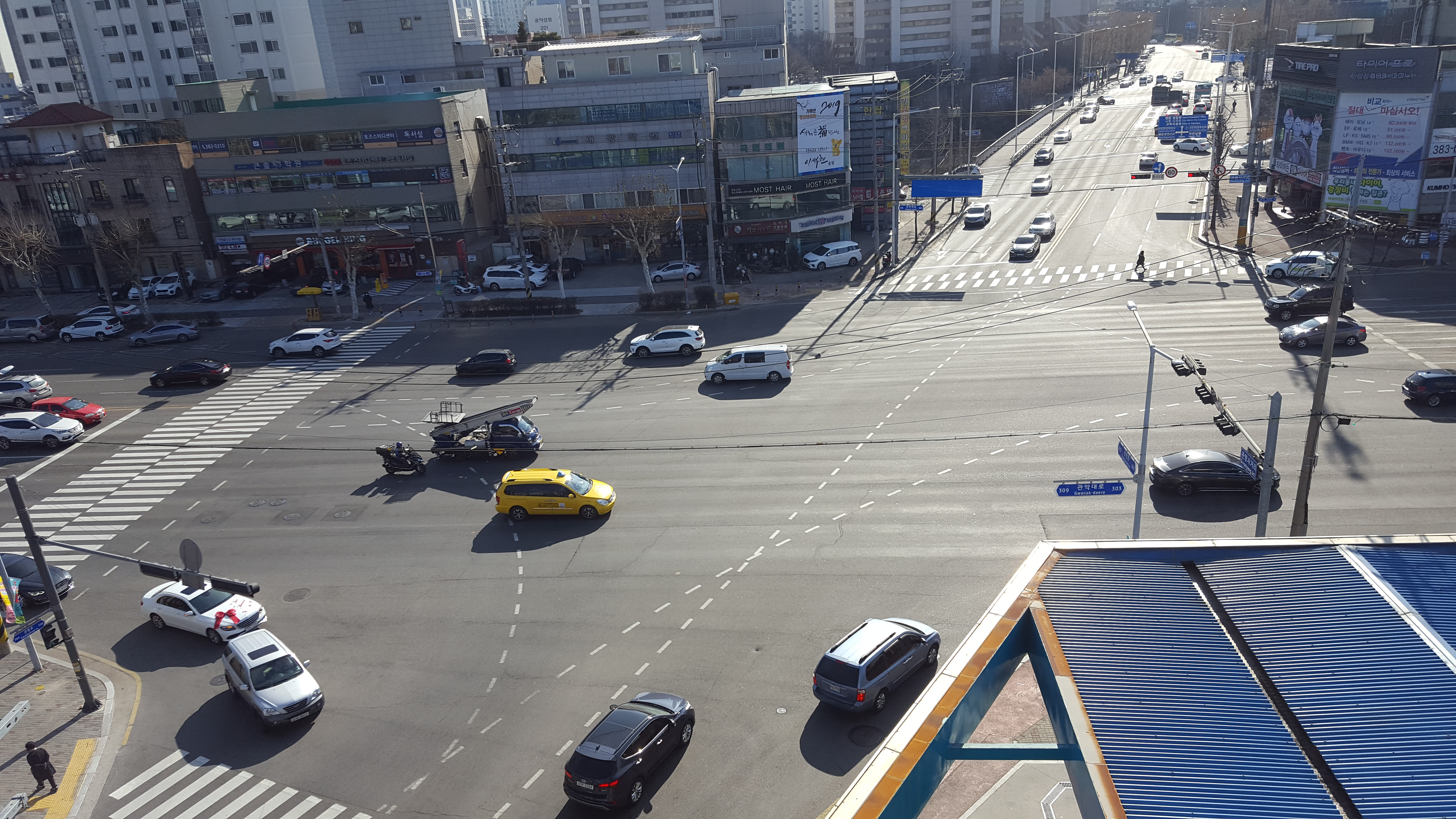
관양사거리

- 공사구간 (마평 ~ 포곡간 도로, 2021년 완공 예정이었으나 시공 중단) : 기선 교차로 ~ 마평 교차로 ~ 금어 교차로 ~ 포곡 교차로

## 도로명
대전광역시
- 서구 큰마을네거리 ~ 유성구 화암네거리 : 대덕대로

세종특별자치시
충청북도
충청남도
- 천안시 동남구 북면 매송리 ~ 서북구 입장면 (한성아파트) : 위례성로
- 천안시 서북구 입장면 (한성아파트) ~ 산평교 남단 : 성진로

경기도
- 안성시 서운면 산평교 ~ 안성동 계동 교차로 : 서운로
- 안성시 안성동 계동 교차로 ~ 도기 교차로 : 안성맞춤대로
- 안성시 안성동 도기 교차로 ~ 보개면 터미널 교차로 : 영봉로
- 안성시 안성동 터미널 교차로 ~ 가사 교차로 : 서동대로
- 안성시 보개면 남풍교 북단 ~ 용인시 처인구 원삼면 원삼1 교차로 : 보개원삼로
- 용인시 처인구 원삼면 원삼1 교차로 ~ 사암삼거리 : 원양로
- 용인시 처인구 원삼면 사암삼거리 ~ 처인구 동부사거리 : 동부로
- 용인시 처인구 모현읍 능원 교차로 ~ 광주시 신현동 태재 : 태재로
- 성남시 분당구 태재 ~ 판교 나들목 : 서현로
- 성남시 분당구 판교 나들목 ~ 백현고가교 : 대왕판교로
- 성남시 분당구 백현고가교 ~ 안양시 동안구 인덕원사거리 : 안양판교로
- 안양시 동안구 인덕원사거리 ~ 비산사거리 : 관악대로